# Rougal Gadaram
Rougal Gadaram (auch: Rigal Gadaran) ist ein Dorf im Arrondissement Zinder I der Stadt Zinder in Niger.

## Geographie
Das von einem traditionellen Ortsvorsteher (chef traditionnel) geleitete Dorf befindet sich südwestlich des Stadtzentrums im ländlichen Gemeindegebiet von Zinder, der Hauptstadt der gleichnamigen Region Zinder. Eine Siedlung in der näheren Umgebung von Rougal Gadaram ist Angoual Maloummey im Nordosten.
Wie im gesamten Gemeindegebiet von Zinder herrscht das Klima der Sahelzone vor, mit einer durchschnittlichen jährlichen Niederschlagsmenge zwischen 300 und 400 mm.

## Bevölkerung
Bei der Volkszählung 2012 hatte Rougal Gadaram 359 Einwohner, die in 59 Haushalten lebten.

## Wirtschaft und Infrastruktur
Es gibt eine Schule im Dorf.